# 德州学院
徳州学院（中国語：德州学院、Pinyin：Dezhou Xueyuan）は中華人民共和国山東省徳州市にある総合大学で、前身は徳州師範専門学校。大学本部は、山東省徳州市徳城区大学西路566番である。

## 歴史
- 1971年5月、徳州師範専門学校が設立
- 1997年に、徳州高等専科学校が設立
- 2000年に、教育省の承認を得て、正規の4年制大学が設立され、徳州学院と改名[1]
- 2021年5月11日、設立50周年[2]
- 2023年、徳州市立医院と提携し「德州学院付属医院」を設立。付属学校として德州学院付属中学、德州学院付属実験学校を正式的に設立[3]。
- 2024年、中北大学と共同大学院を設立[4]、マラヤ大学と共同博士コースを設立した[5]。

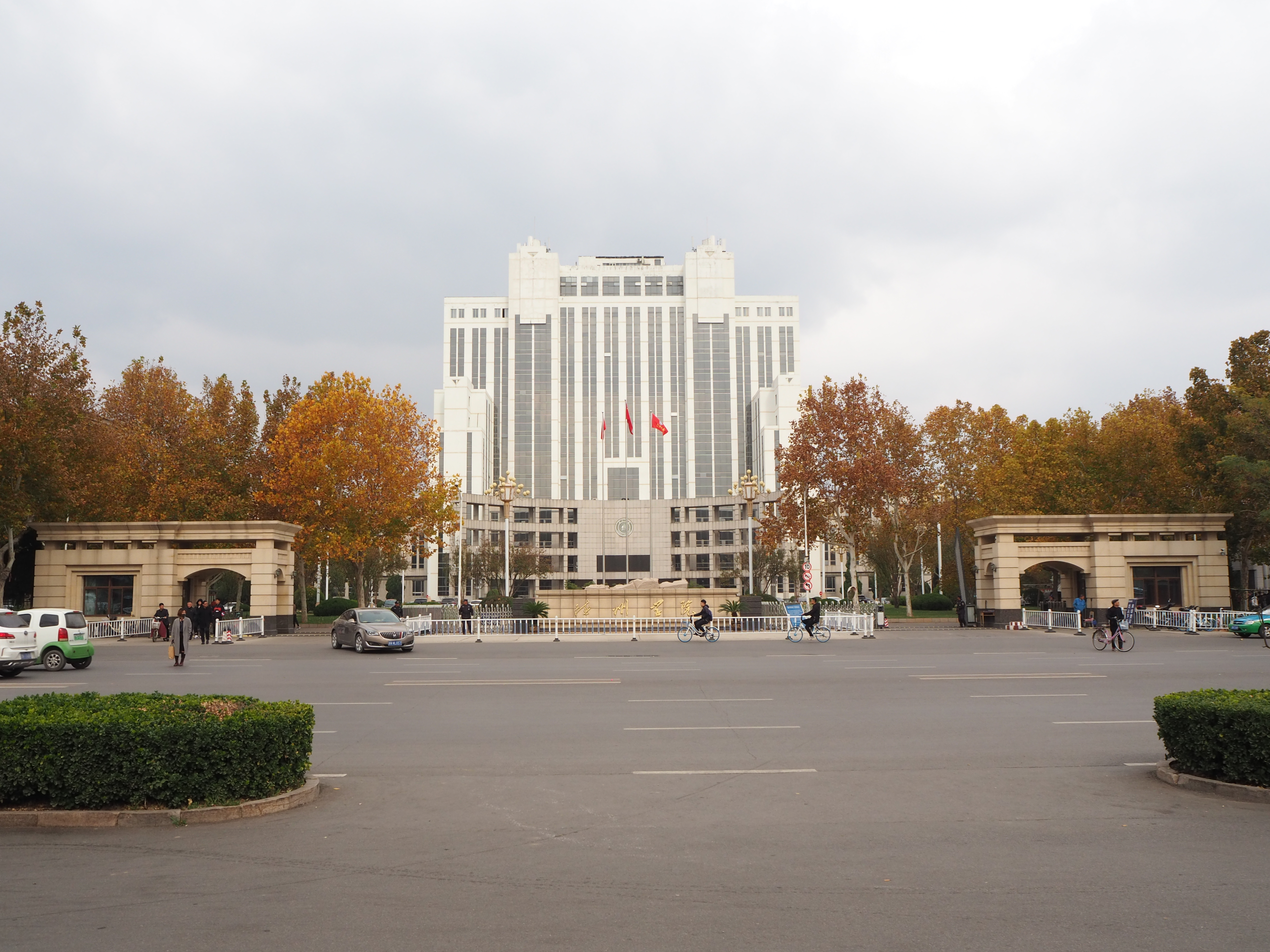
正面玄関
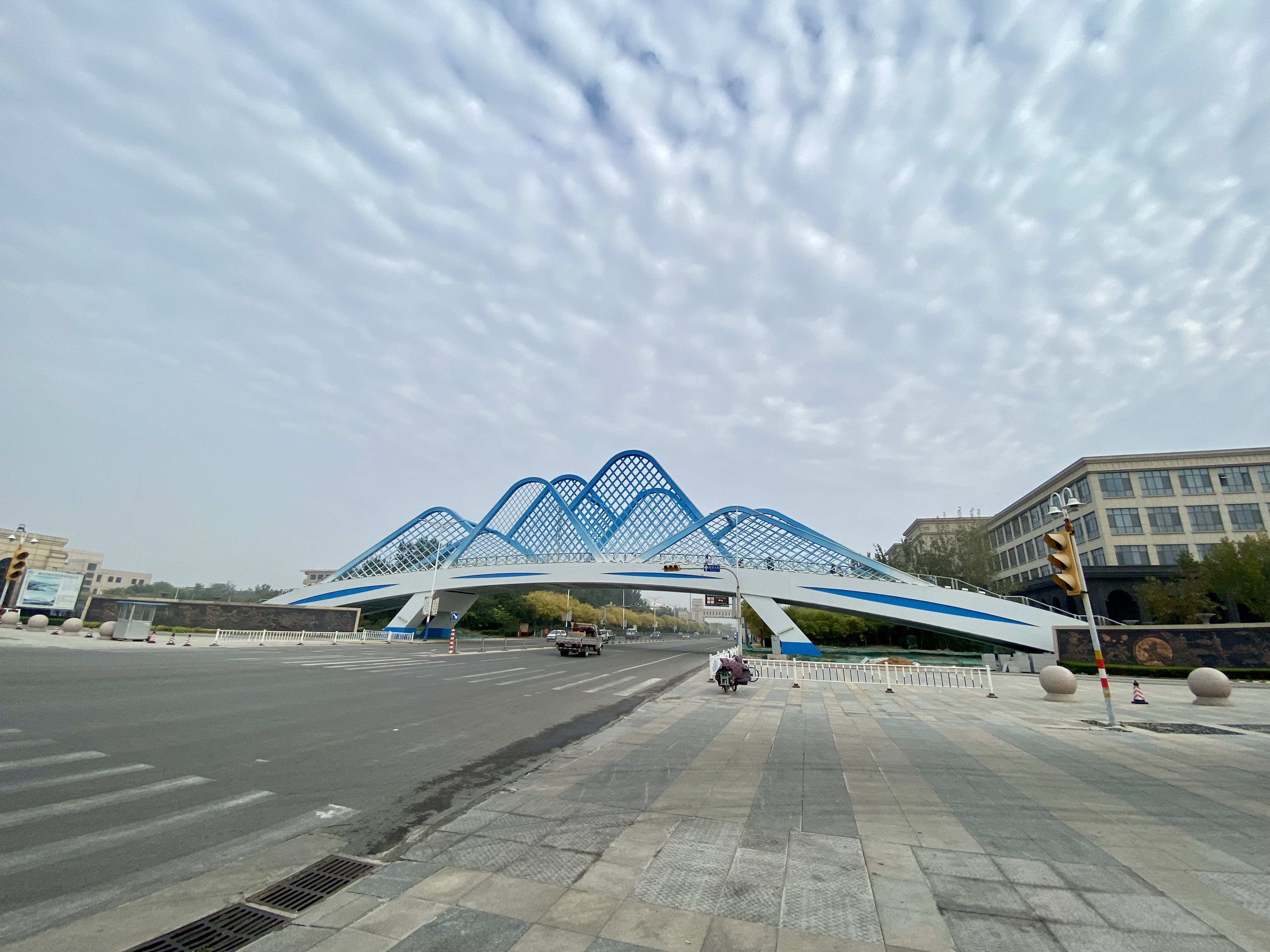
キャンパス通路
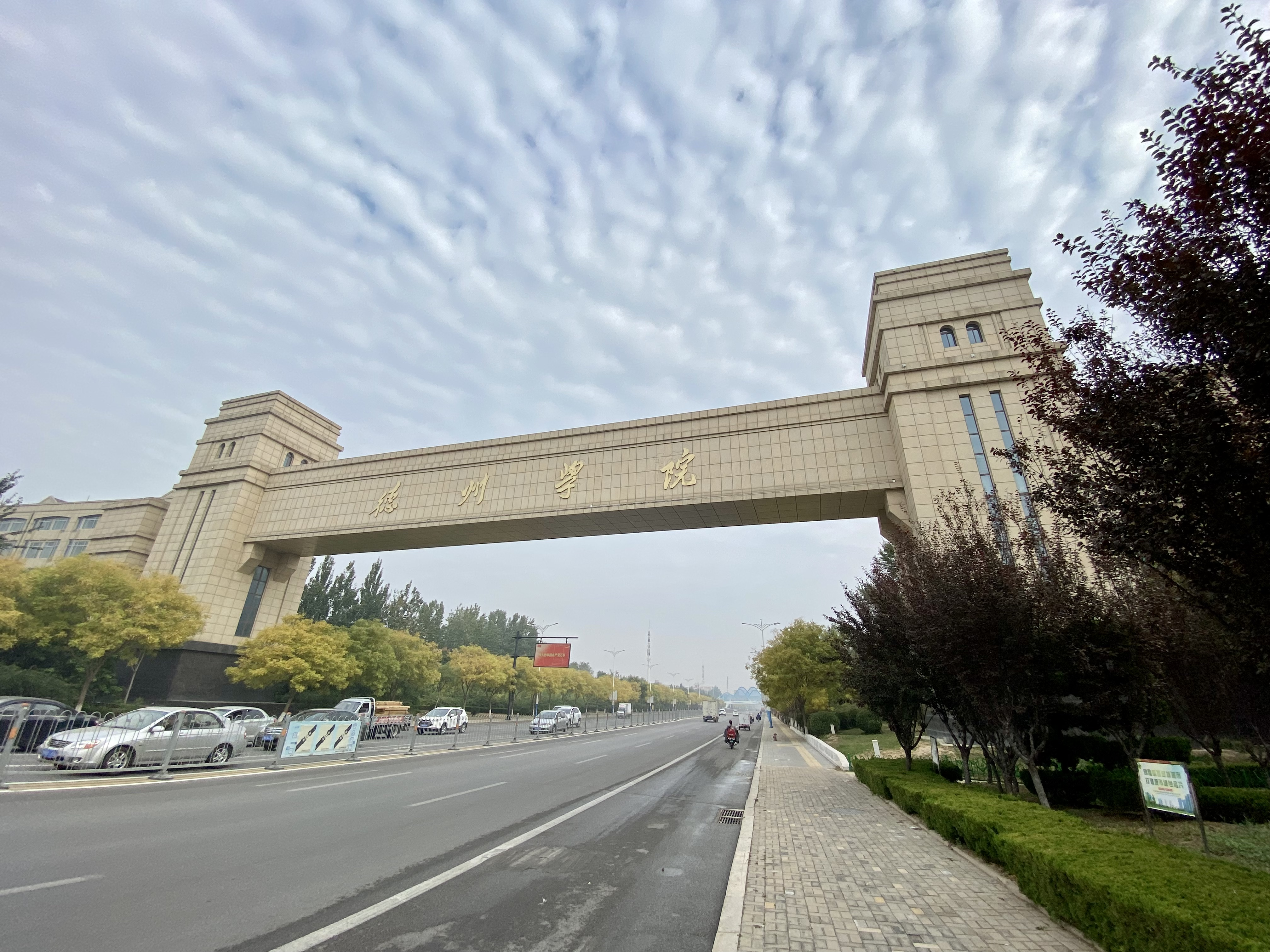
学生用横断歩道
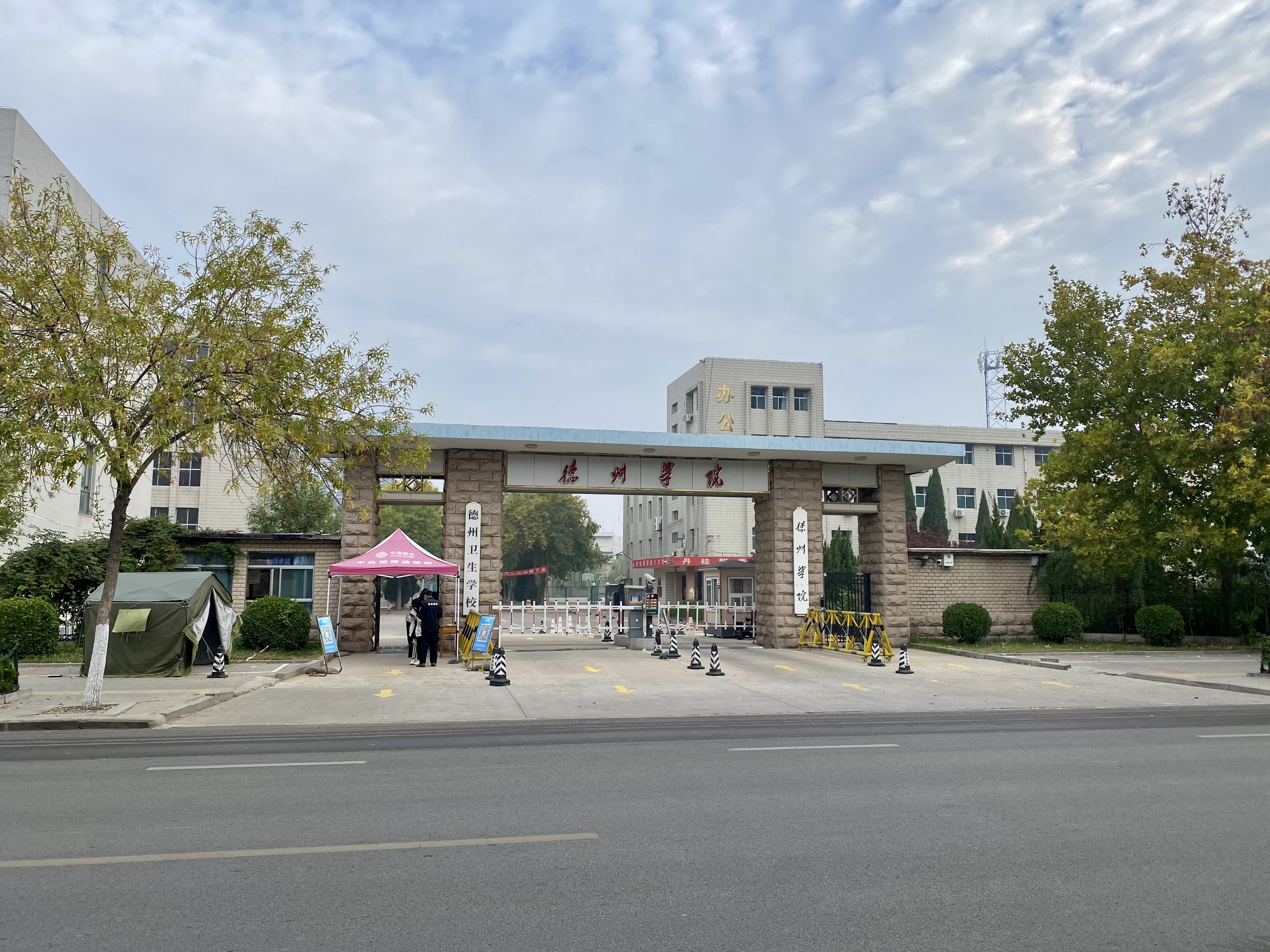
南キャンパス
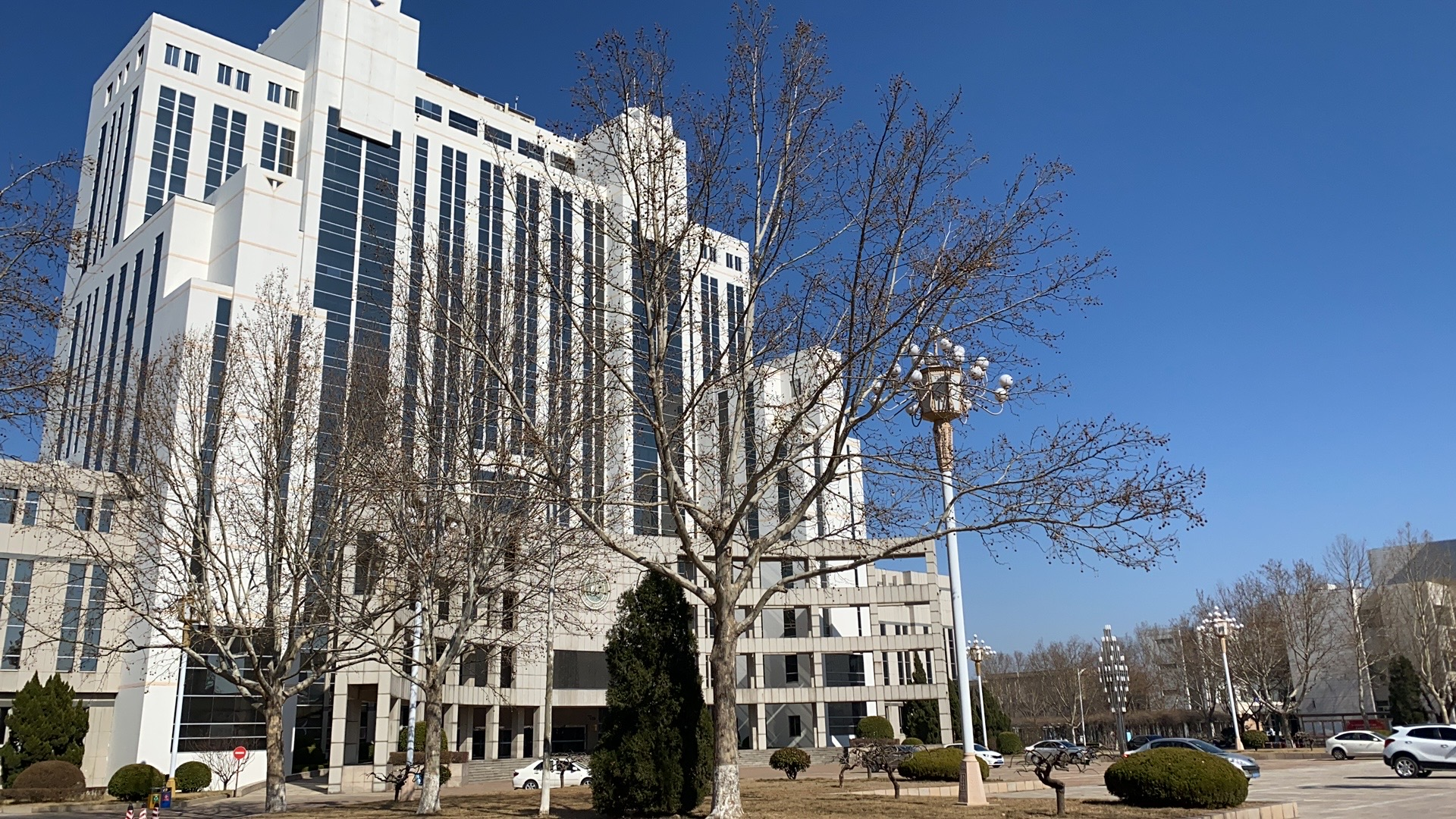
本部棟
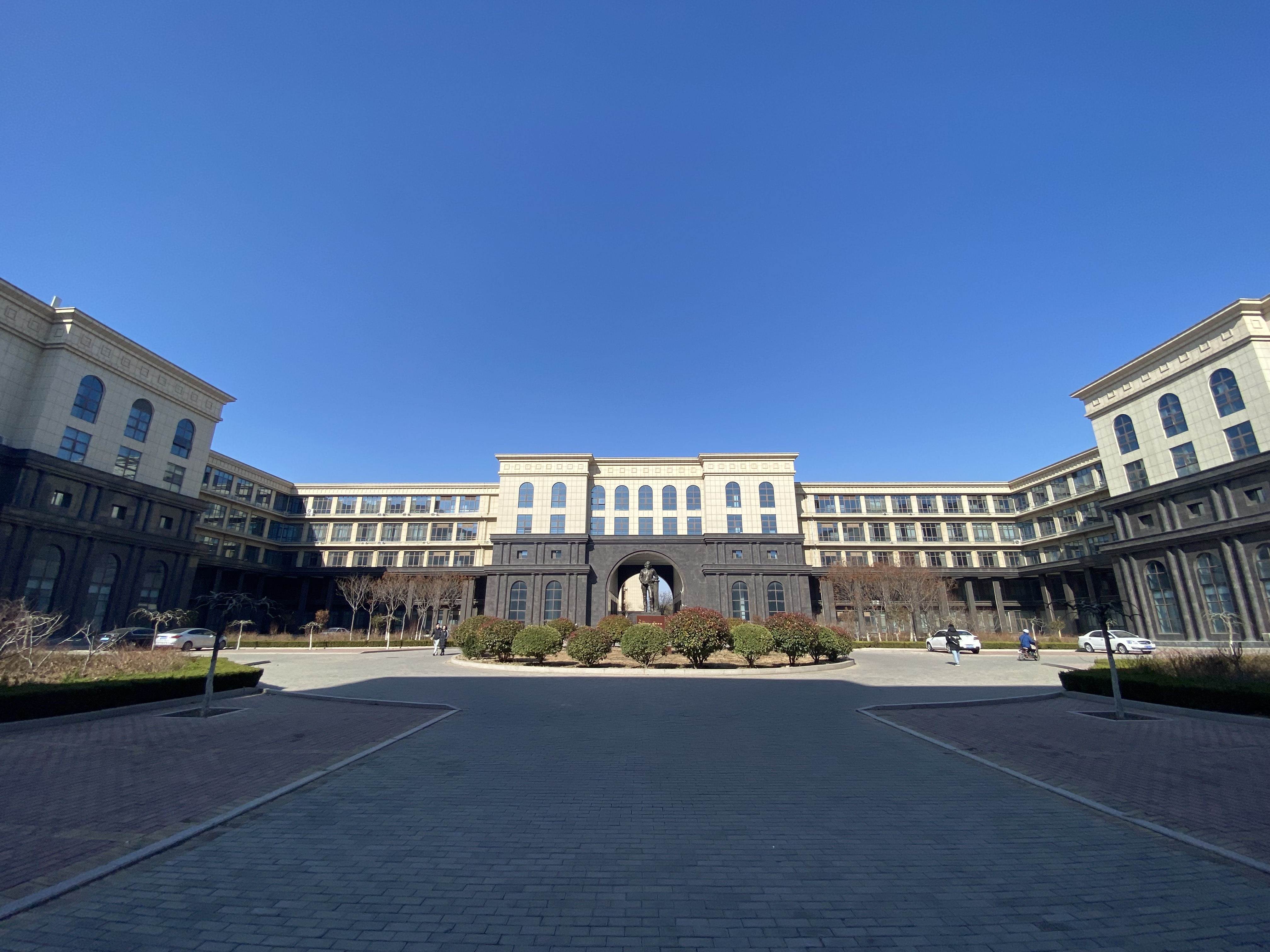
東キャンパス教室棟

## 基本情報
教員養成専攻を初め、文学、工学、理学など幅広く専攻を設置。地元の企業とコラボし、泰山体育産業学院と扒鶏産業学院を持つ。
体育専攻と芸術専攻を有する。卒業生にオリンピックのメダリストがいる。
学部生は19,123人、専任教員数は1,234となる（2021年現在）。

### キャンパス
西、東、南という３つのキャンパスを持ち、それぞれ隣接している。メインキャンパス以外、徳州市の各地方教育機関に拠点を置いている。

### 付属機関
- 德州学院付属医院
- 德州学院付属中学
- 德州学院付属実験学校
- 德州学院付属第一実験小学校[11]